# Camif Habitat
Camif Habitat, dont le siège se trouve à Chauray près de Niort, est une entreprise de rénovation du groupe Hexaom.

## Présentation
En 2017, le chiffre d’affaires est de 32 millions d’euros. En 2019, le chiffre d’affaires est d’environ 35 millions d'euros. À son origine, Camif Habitat était la filiale de rénovation du vépéciste La Camif. Camif Habitat est une entreprise intervenant en France Métropolitaine, qui propose un service de  travaux de rénovation et d’extension pour les particuliers. En 2020, Camif Habitat compte 92 collaborateurs,.

## Activités
Le domaine principal d’activité de Camif Habitat est celui de la rénovation, qui touche la structure du bâtiment, qui nécessite l’accompagnement d’un professionnel. 
L’enseigne a déployé sur le territoire une cinquantaine de chargés d’affaires (salariés ou agents commerciaux). Elle s’appuie sur un ensemble de professionnels du bâtiment, pour la conception étude, plan, chiffrage et la réalisation des travaux : environ 300 maîtres d'œuvre et architectes et plus de 1.500 artisans tous corps de métier,. 
Camif Habitat possède aussi plusieurs autres marques avec, entre autres :
- Agrandir ma maison, spécialiste de l’extension de tous types, développé via un réseau de franchisés.
- Projimo (anciennement Renopro)[15], la marque destinée aux professionnels en recherche de solution travaux  (contractant général)[pas clair]

## Historique
La CAMIF (groupe détenant Camif Habitat) est fondée à Niort en 1947. Camif Habitat est créée en 1982, au sein du Groupe Camif, alors leader de la vente à distance en France, par catalogues.
En 2009, à la suite de la chute du groupe Camif, Camif Habitat, la filiale Camif Habitat qui compte alors une soixantaine de salariés est en vente et est reprise par Nicolas Daumont, créateur du métier de courtage en travaux, et propriétaire du réseau de courtage en travaux, illiCO travaux. Le chiffre d’affaires, cette même année, est estimé à 53 millions d’euros.
La société est prise en main en 2010 par Christophe Bureau, nouveau directeur général. La même année, alors qu’elle opère exclusivement auprès des particuliers, Camif Habitat lance Rénopro (devenu Projimo), un service à destination des professionnels et change de logo.
Camif Habitat est restructurée en 2012. En 2014, Camif Habitat obtient la certification NF Habitat RGE.
En octobre 2015, Maisons France Confort (aujourd’hui Hexaom) qui cherche à développer son activité sur le marché de la rénovation, annonce l’acquisition de Camif Habitat et de sa filiale IlliCO travaux,,.